# Impressionist symphony
Impressionist symphony is een studioalbum van Cyrille Verdeaux onder de groepsnaam Clearlight.

## Geschiedenis
Verdeaux, toen wonende in Brazilië, vatte het idee op voor dit album in 2004, dus direct nadat Infinite symphony werd uitgebracht. De in zijn ogen benodigde muzikanten bevonden zich versrpeid over de gehele wereld en Verdeaux zag geen mogelijkheid die samen te brengen in één geluidsstudio. Hij begon zelf wat op te nemen, maar bleef lange tijd zonder “gereed product” zitten. Het album kwam in een stroomversnelling, toen hij muziekproducent Don Falcone leerde kennen. Falcone hanteert namelijk hetzelfde principe met opnamen van zijn muziekgroep Spirits Burning. Falcone leerde Verdeaux, dat je geen muzikanten in een bepaalde studio nodig hebt. Door het heen en weer zenden van bestanden kan ook een album gemaakt worden. Cyrille Verdeaux werkte op die manier mee aan het album Healthy music in large doses en Falnone mixte naar het eindresultaat van Impressionist symphony. Het album diende tevens ter herinnering aan het album Clearlight symphony, dat veertig jaar geleden verscheen. Beide albums hebben de structuur van een symfonie, thema’s komen verspreid over de albums terug. De muziek is lastig in te delen. Het werd gezien als een mengeling van klassieke muziek, progressieve rock en jazzrock.
Als inspiratiebron gebruikt Verdeaux impressionistische schilders en dito muziek. Voor de muziek luisterde hij naar Claude Debussy, Maurice Ravel, Erik Satie en Frédéric Chopin.

## Musici
- Cyrille Verdeaux – toetsinstrumenten
- Tim Blake – toetsinstrumenten, maar ook bijvoorbeeld theremin
- Didier Malherbe – blaasinstrumenten
- Christophe Kovax, Reny Tran – synthesizer
- Paul Sears, Neil Bettencourt - slagwerk
- Linda Cushma – basgitaar chapman stick
- Steve Hillage, Vincent Thomas-Penny - gitaar
- Craig Fry – viool
- Don Falcone – buisklokken

## Muziek

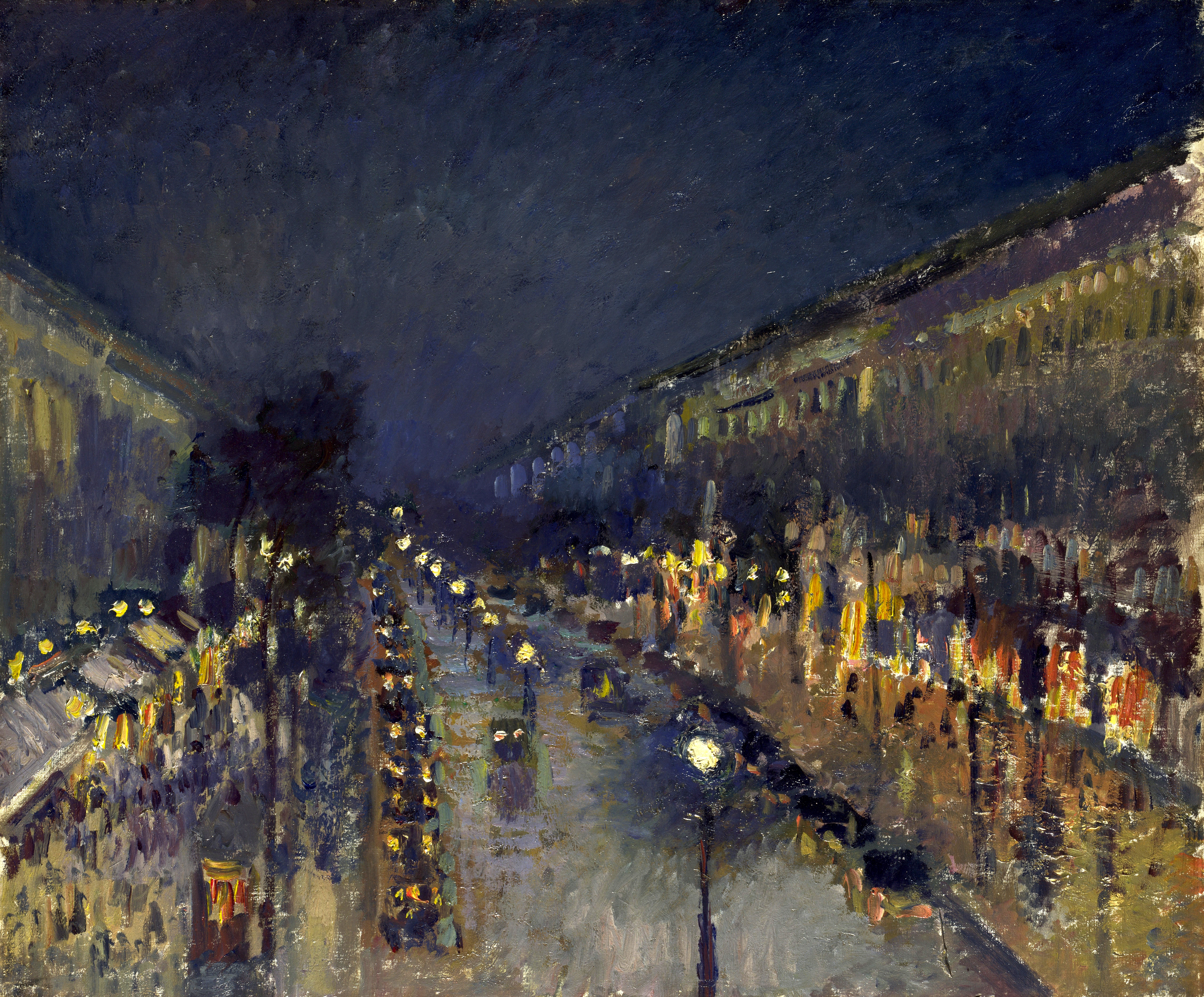
Camille Pissarro
Boulevard Monmatre, Effet de nuit
Referentie Pissarro king

| Nr. | Titel                                               | Duur  |
| --- | --------------------------------------------------- | ----- |
| 1.  | Renoir en couleur (schilder: Pierre-Auguste Renoir) | 8:02  |
| 2.  | Time is Monet (schilder: Claude Monet)              | 9:43  |
| 3.  | Pissarro king (schilder: Camille Pissarro)          | 6:27  |
| 4.  | Degas de la marine (schilder: Edgar Degas)          | 7:53  |
| 5.  | Van Gogh 3rd ear (schilder: Vincent van Gogh)       | 6:39  |
| 6.  | Gaugain dans’l’ autre (schilder: Paul Gauguin)      | 11:07 |
| 7.  | Lautrec too loose (schilder: Toulouse Lautrec)      | 5:21  |
| 8.  | Monet time (schilder: Claude Monet)                 | 9:22  |